# Vila Maria
Vila Maria là một đô thị thuộc bang Rio Grande do Sul, Brasil. Đô thị này có diện tích 184,72 km², dân số năm 2007 là 4159 người, mật độ 22,52 người/km².